# Danuta Otolińska-Dudek
Danuta Otolińska, po mężu Dudek (ur. 27 września 1932 w Krakowie, zm. 10 sierpnia 1988 tamże) – polska koszykarka, multimedalistka mistrzostw Polski.

## Życiorys
Przez lata pełniła funkcję kapitana zespołu. 
Była żoną piłkarza Wisły Mieczysława Dudka. 

## Osiągnięcia
Drużynowe
- Mistrzyni Polski (1963, 1964)
- Wicemistrzyni Polski (1952)
- Brązowa medalistka mistrzostw Polski (1953, 1954, 1959, 1960, 1962)
- Zdobywczyni Pucharu Polski (1959, 1961)

Indywidualne
- Mistrzyni Sportu